# Reza Shahroudi
Reza Shahroudi (Teheran, 21 februari 1972) is een voormalig Iraans voetballer en international.
Zijn meeste wedstrijden speelde hij voor Persepolis F.C.. Op het Wereldkampioenschap voetbal 1998 in Frankrijk kwam hij uit voor het Iraans voetbalelftal.
In het seizoen 2006/2007 was Reza Shahroudi trainer van het in juli 2006 opgerichte Damash Tehran F.C.. Het team, dat speelt in de Iraanse Tweede Divisie, werd financieel ondersteunt door een privé-investeerder.